# Suivez cet avion
Suivez cet avion je francouzský hraný film z roku 1989, který režíroval Patrice Ambard. Snímek měl světovou premiéru 18. října 1989.

## Děj
Rémi Cerneaux je zaměstnán v americké počítačové společnosti. Je osamělý a mlčenlivý, pravděpodobně kvůli své sentimentální zkušenosti, kdy každé z jeho manželství skončilo rozvodem. Zaujme ho však dívka z firmy a pokusí se ji svést těmi nejvynalézavějšími technikami. Rémi se vrátí do bytu k matce. Ta je však extrémně majetnická, dokonce ho nechá sledovat detektivem. Aby unikl své matce, rozhodne se pronajmout si dům pod falešným jménem. Zrovna v den, kdy se nastěhuje, dojde v nedaleké bance k loupeži, takže se rychle stane hlavním podezřelým. Jediným řešením Rémiho je najít útočiště u ženy, která po něm touží.

## Obsazení
| Lambert Wilson            | Rémi Cerneaux      |
| Isabelle Gélinas          | Elisabeth Martini  |
| Claude Piéplu             | Ascar              |
| Clovis Cornillac          | Ascarův asistent   |
| Maria Meriko              | slečna Villeneuve  |
| François Berléand         | Combette           |
| Yvonne Clech              | Rémiho matka       |
| Armand Mestral            | duchovní           |
| Jean-Pierre Castaldi      | taxikář            |
| Philippe Mareuil          | majitel restaurace |
| Jean Badin                | Philippe           |
| Jacques Marchand          | muž v kantýně      |
| Claude Giraud             | Laporte            |
| François-Régis Marchasson | Laporteův zástupce |
| René Loyon                | policista          |
| Jean Périmony             | režisér            |
| François Beaulieu         | Hamlet             |
| Muse Dalbray              | slepá dáma         |
| Mohamed Camara            | listonoš           |
| Michèle Laroque           | letuška            |
| André Debaar              | muž v taxíku       |